# ملانوز
ملانوز (انگلیسی: Melanosis) نوعی هیپرپیگمانتاسیون (اختلال افزایش رنگدانه) است که با افزایش ملانین در ارتباط است و ممکن است به یکی از موارد زیر اشاره داشته باشد:
- ملانیسم
- ملانوز چشمی
- ملانوز سیگاری‌ها
- ملانوز دهانی
- ملانوز ریل